# 👻
👻 is een teken uit de Unicode-karakterset dat een 
spook voorstelt. Deze emoji is in 2010 geïntroduceerd met de Unicode 6.0-standaard.

## Betekenis

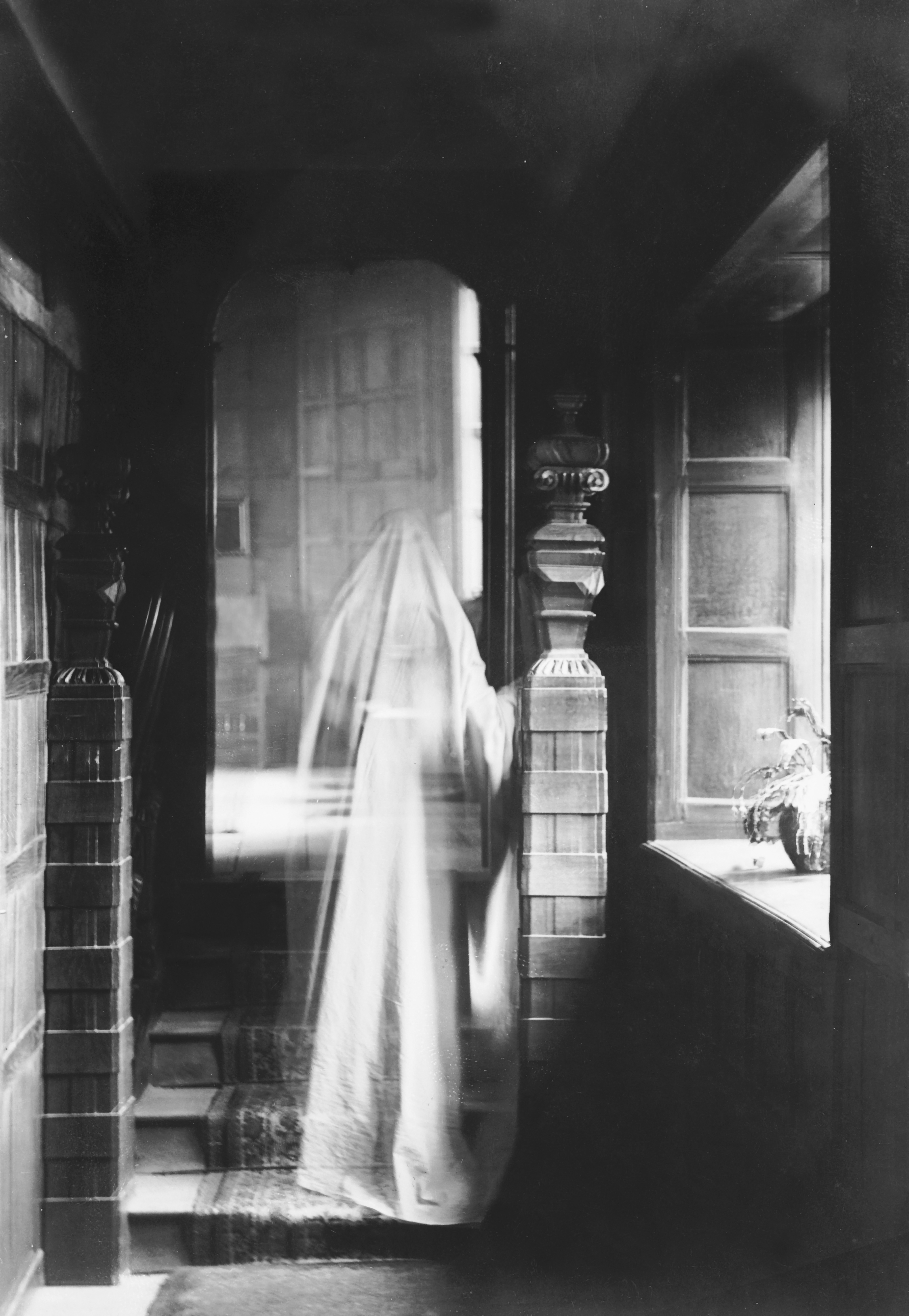
Een eng spook, de emoji is vaak wat vrolijker van aard

Deze emoji beeldt een cartoonesk spookje af, vaak met één groter oog. Vaak steekt het spook ook zijn tong uit. De afbeeldingen variëren sterk per platform, maar geven bijna altijd een vrolijk spookje af, zelden iets engs. De afbeeldingen roepen vaak een associatie op met Casper het vriendelijke spookje. De semiotische betekenis is vaak wat ambigu; in discussies waar deze emoji voorkomt kan dit teken onder andere gebruikt worden als een groet voor iemand die men lang niet heeft gezien, vragen of iemand een feestje verlaten heeft zonder gedag te zeggen, of instemming met gemaakte plannen.  Deze emoji wordt ook vaak gebruikt met Halloween.

## Codering

De Twemoji implementatie

### Unicode
In Unicode vindt men de 👻 onder de code U+1F47B (hex).

### HTML
In HTML kan men in hex de volgende code gebruiken: &#x1F47B;

### Shortcode
In software die shortcode ondersteunt zoals Slack en GitHub kan het karakter worden opgeroepen met de code :ghost:.

### Unicode-annotatie
De Unicode-annotatie voor toepassingen in het Nederlands (bijvoorbeeld een Nederlandstalig smartphonetoetsenbord) is spook. De emoji is ook te vinden met de sleutelwoorden fantasie, gezicht, monster, sprookje en wezen.